# 福隆新街
福隆新街（葡萄牙語：Rua da Felicidade）是澳門半島中區的一條古老的街道，歷史約有幾百年。福隆新街曾經是商業繁盛的地區，包括鄰近的福榮里、福寧里、蓬萊新巷、清和里、白眼塘等。 在1932年，香港禁娼之後，澳門娼妓蓬勃，直至1940年代，澳門才先後禁娼及毒。當年，以上商業活動在福隆新街也很著名。

## 近況
抗日戰爭結束後，澳門政府分別於1946年和1948年實施禁毒和禁煙，福隆新街的「花事」變得蕭條，妓院、煙館、賭檔逐漸消失。現時已經轉營為中西文化村老店街，也稱手信街。 名店有冠環球、鉅記餅家、佛笑樓等。1996年，澳葡政府對街道進行外觀復修，將福隆新街的青綠門窗都髹成了紅色，有傳聞指，此舉是因為當局誤將附近紅窗門街名字中的「紅窗門」當成是歷史典故，以為福隆新街的門窗都應是紅色，因而作了這一改動。然而，事已至此，當初改動的原因已不太能追溯，而「紅窗門」亦慢慢成了福隆新街的標誌，只是這裏的老街坊對此其實頗有微言，只因近海而居的他們認為從前的青綠有青蟹寓意，改成紅色則有如把蟹蒸熟，成了死蟹，遂破壞了風水格局，令這裏的地運一落千丈。
2013年，澳門特區政府對福隆新街進行整體詳細活化計劃，包括修復清平戲院及新華大旅店。何族崇義堂作為特區政府與民間合作的成果，那是具阿拉伯風格的中國宗族祠堂，全球可能只有一間，內裡也有本澳早期的考古遺址。它將被發展成綜合性的文化設施，考慮設輕飲食休閒中心，向外開放。當局也會在附近的戀愛巷設六十二坐位的小型電影院、小型電影資料室、戀愛婚俗館等。
2014年，政府就「福隆新街及福榮里已評定建築群外觀修復計劃」進行公眾咨詢。作為建於同治年間的建築群，作為澳門較早具城市規劃的地方，其建築特色鮮明，內涵深厚，其中福隆新街、福榮里及福隆圍上的建築物更被評定為受保護的建築群。
2017年8月23日，超強颱風天鴿直襲澳門，造成嚴重水浸、傷亡及損失，街道街燈被颱風吹毀後仍未亮起。據悉，福隆新街一帶居民多年來一直期望政府能在橫街小巷加裝街燈，改善照明環境，但未料到相關訴求還未得到回應，“天鴿”一役竟導致原有的街燈也徹底損毀。有中區社咨委委員促請政府公佈活化方案，真正落實做好設備、配套，透過修葺舊區建築、美化街巷、增設社區旅遊亮點，強化宣傳並鼓勵市民及街坊充分探討和參與。

## 步行區活化計劃
2023年7月下旬，澳門文化局局長梁惠敏出席文化發展諮詢委員會平常會議後會見傳媒表示，特區政府致力保護與傳承澳門文化遺產，積極發掘、開展歷史街區活化工作。計劃將福隆新街進行活化利用並列作步行區，為文創及藝術表演提供平台，以及優化營商環境，串聯周邊文物建築群及核心旅遊區。有關計劃暫未有實施時間表，正持續與相關持份者溝通，希望整理好計劃再推出，讓計劃活化舊區，發揮更大成效，並盡量減低對居民影響。初步計劃長期實施，但不排除按時舉行。
2023年9月29日，福隆新街步行區活化計劃正式試行，範圍涵蓋福隆新街、爐石塘巷、新填巷、桔仔街和何老桂巷之間區域，時間為每天11:00至翌日01:00，期間僅允許特許車輛通行，其餘時間則恢復通車。步行計劃實施期間會注入文化商業活動、藝文表演、休閒餐飲等以吸引旅客。

## 圖片集

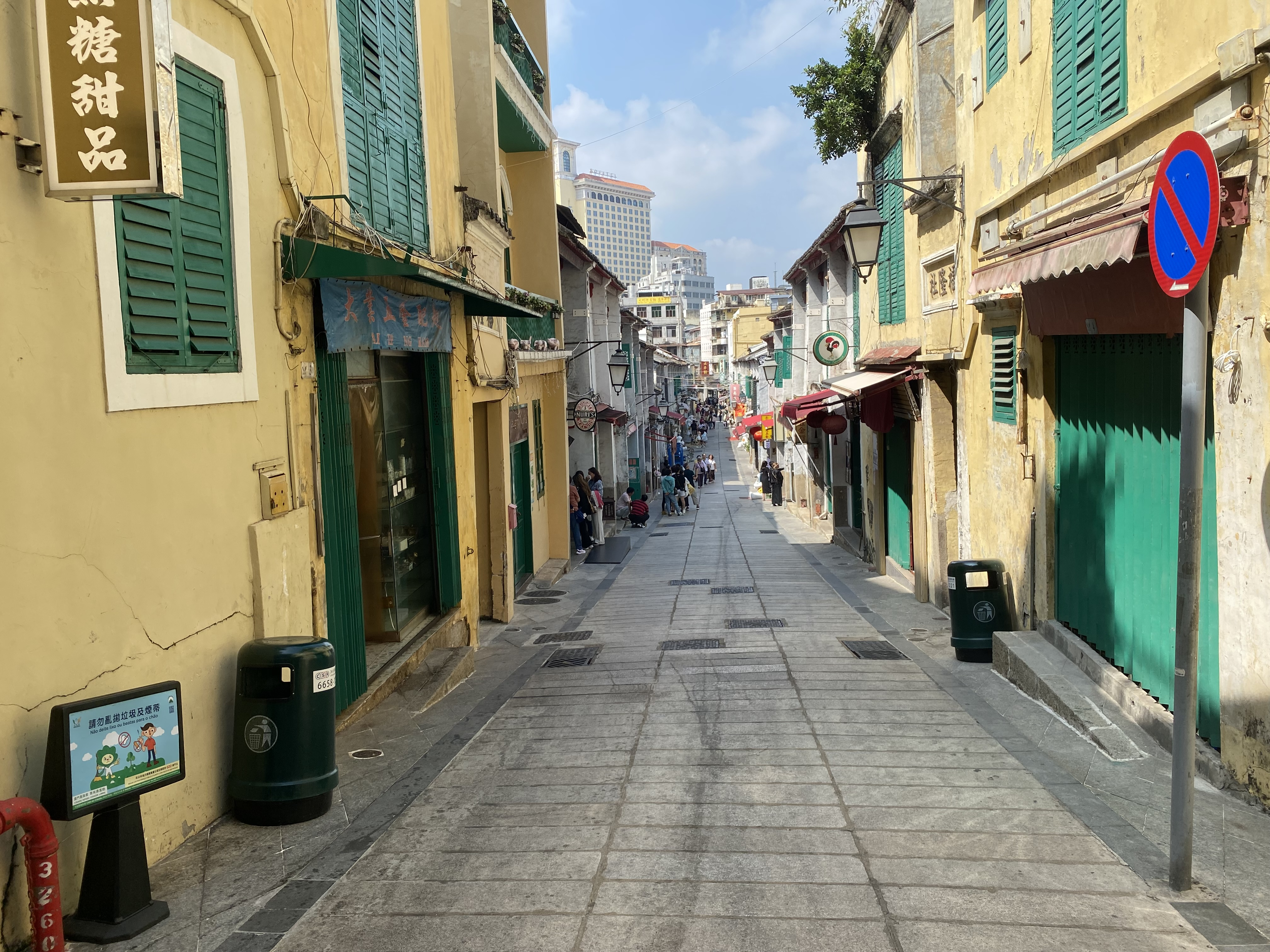
福隆新街的南端
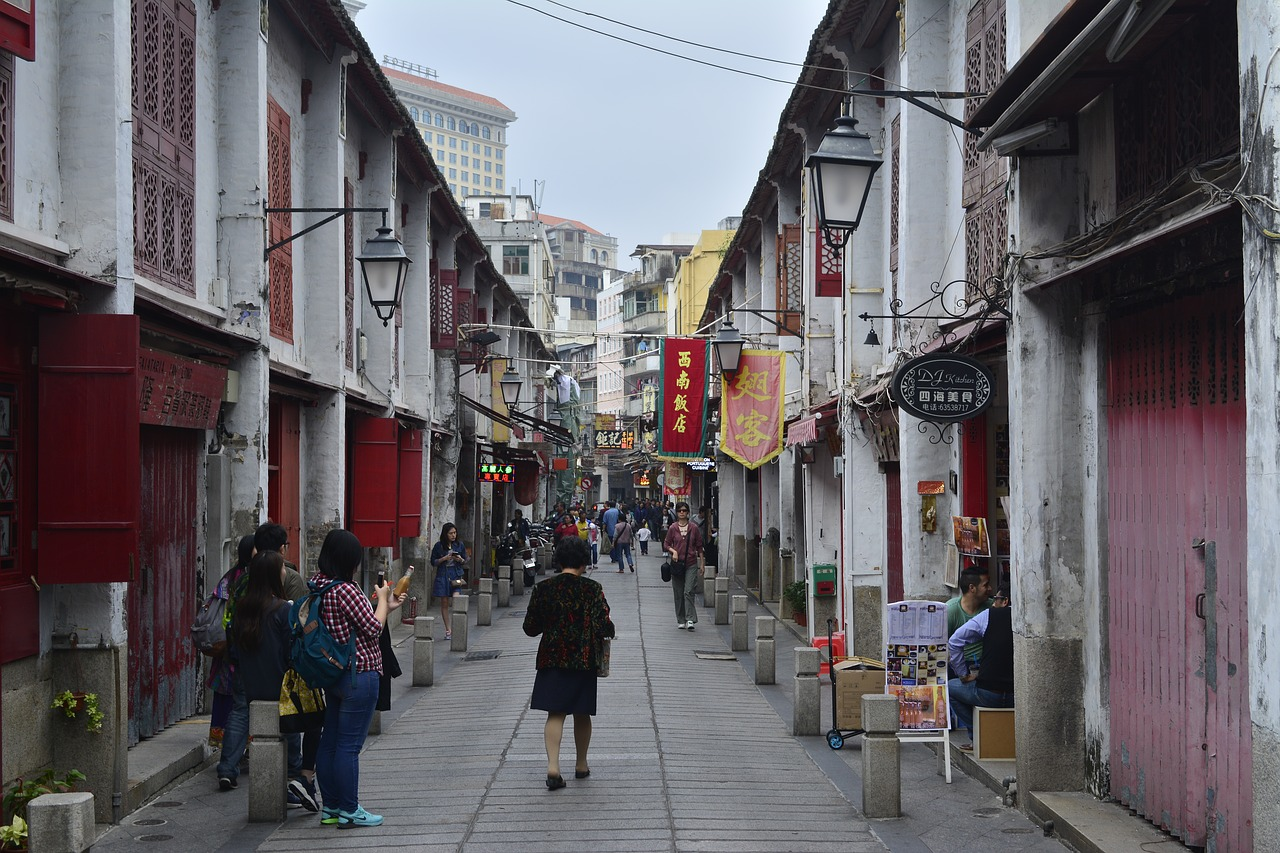
福隆新街的中段
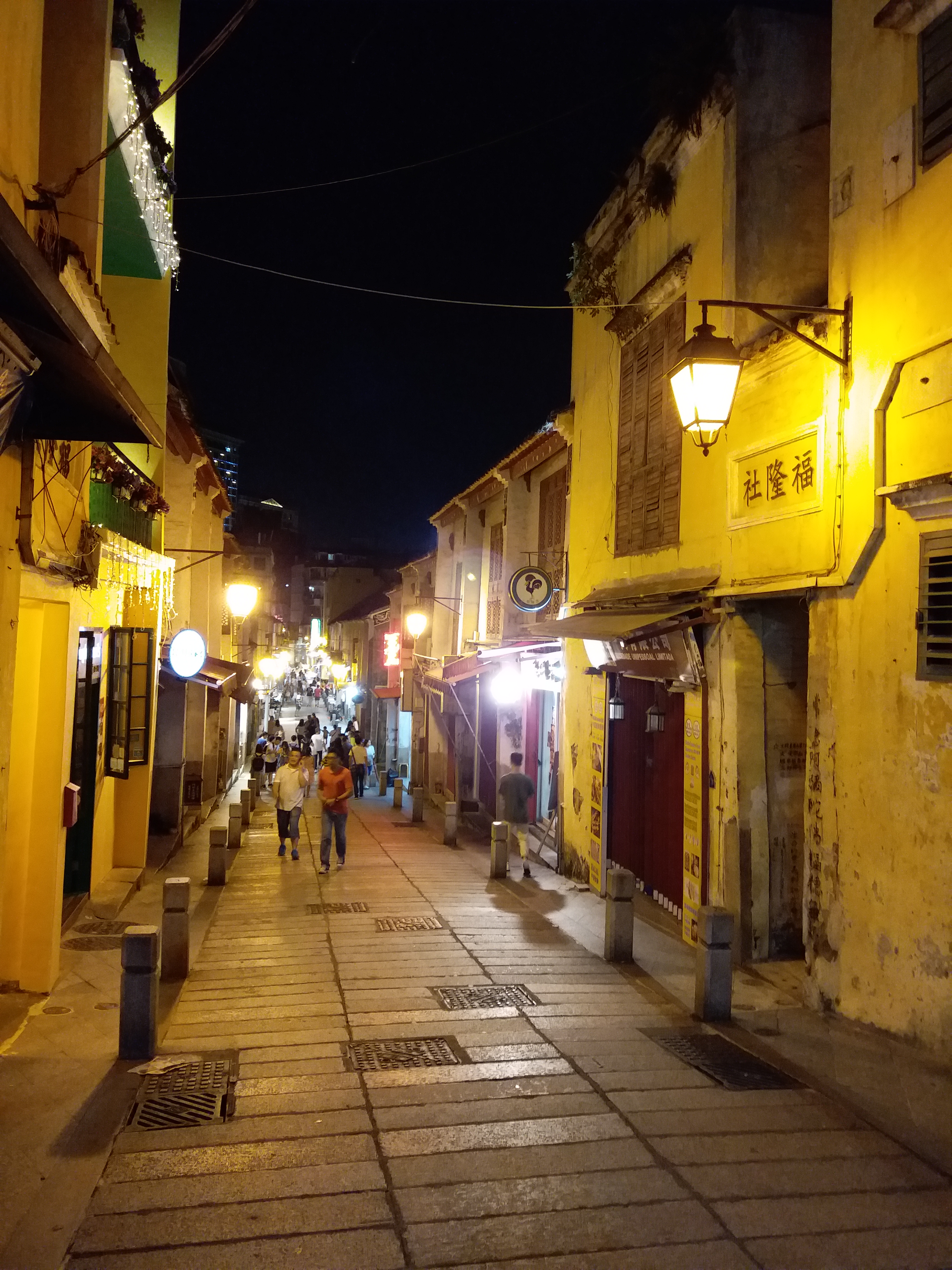
福隆新街的末段

## 相關
- 文華酒店: 是澳門二星級酒店
- 澳門同善堂
- 瑞貞攤館: 澳門博彩業專營時代
- 澳門文物名錄: 已評定之建築群
- 新華大旅館：受自助旅行人士歡迎，它是電影伊莎貝拉的外景場地之一。

## 附近街道
- 聖奧斯定前地
- 紅窗門街
- 新馬路
- 清平直街
- 庇山耶街
- 白眼塘橫街
- 司打口
- 十月初五街

## 電視劇取影
2013及2016年香港無綫電視在澳門拍攝《巨輪I》和《巨輪II》。田蕊妮和蕭正楠擔正男女主角。